# Пожар на курорте Карталкая
21 января 2025 года в отеле Grand Kartal на горнолыжном курорте Карталкая в провинции Болу, Турция, произошёл пожар. В общей сложности 78 человек погибли, ещё 51 был ранен.

## Предыстория
Карталкая — горнолыжный курорт в турецкой провинции (иле) Болу. Находится в горах Кёроглу на высоте 2200 метров над уровнем моря. Пожар произошёл в 12-этажном (по другим данным — 11-этажном) отеле Grand Kartal, фасад которого был покрыт деревом. В этот момент там находились 238 человек при общем номерном фонде в 161. Катастрофа пришлась на школьные каникулы, когда многие семьи с детьми из Стамбула и Анкары едут в Болу на горные курорты.

## Пожар
Пожар начался около 3:27 TRT (UTC+3). По предварительных данным, возгорание произошло в ресторанной зоне на четвёртом этаже, а затем распространилось на верхние этажи. На место были направлены около 267 сотрудников экстренных служб, 30 пожарных машин и 28 карет скорой помощи. Губернатор провинции Болу Абдулазиз Айдын заявил, что спасатели прибыли только около 4:15. Задержка возникла из-за удалённости отеля от города Болу и морозной погоды. Расположение здания на склоне скалы также негативно сказалось на усилиях по тушению. В качестве меры предосторожности был также эвакуирован соседний отель. Операция по тушению продолжалась 12 часов.
Некоторые люди пытались покинуть здание из окон по верёвкам, сделанным из постельного белья. По словам очевидцев, ни система обнаружения пожара, ни пожарная сигнализация не сработали, и запаниковавшим гостям пришлось пробираться по задымлённым коридорам в полной темноте. Выжившие пожаловались на отсутствие каких-либо мер безопасности, таких как пожарные лестницы или датчики дыма.

## Жертвы
В результате пожара погибли по меньшей мере 78 человек, в том числе двое, которые, в попытке спастись, выпрыгнули из окон. Ещё 51 человек был ранен, в том числе один в тяжёлом состоянии. Большинство смертей, вероятно, были вызваны удушьем.

## Реакция
Президент Турции Реджеп Тайип Эрдоган заявил, что для координации необходимых работ на место направлены министры внутренних дел, здравоохранения, труда и социального обеспечения, культуры и туризма. Расследование причин катастрофы поручено группе из шести прокуроров и экспертной комиссии из пяти человек. Министр туризма Мехмет Нури Эрсой заявил, что пожарная служба не обнаружила серьёзных проблем в отношении пожарной безопасности в отеле во время проверок в 2021 и 2024 годах.
Эрдоган объявил среду, 22 января, днём национального траура. День траура также был объявлен на Северном Кипре.
Среди направивших свои соболезнования: представители Европейского союза, Азербайджан, Пакистан, Греция, ОАЭ, Иордания, Кувейт, Украина, Армения, Катар, Иран, Сербия, Германия, Россия, Босния и Герцеговина, Косово, Грузия, Эфиопия, Сомали, Египет, Бахрейн, Узбекистан, Казахстан.